# Glain
Glain is een plaats in de Belgische provincie Luik en een deelgemeente van de stad Luik. Glain ligt ten westen van het stadscentrum van Luik.

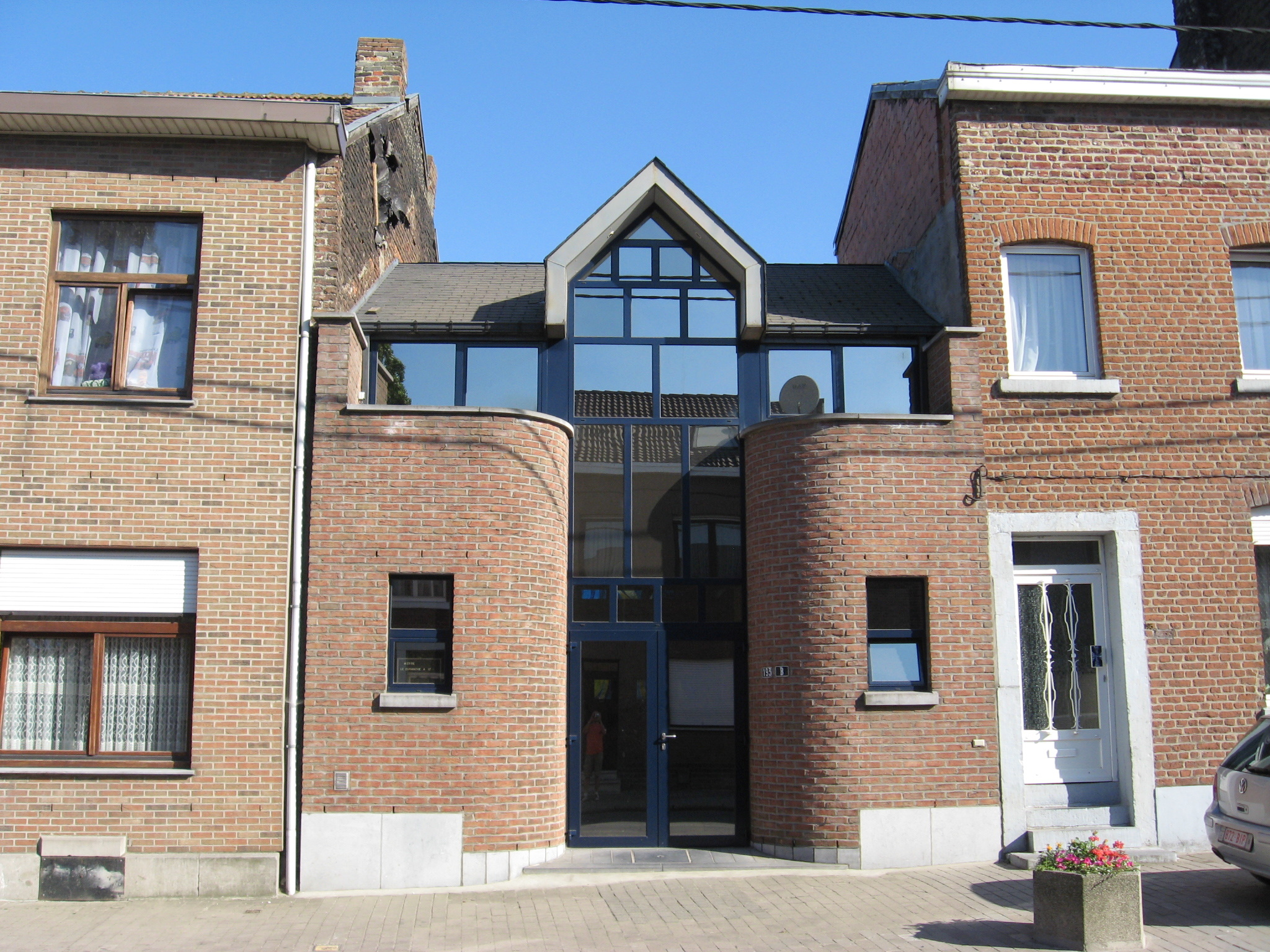
Onze-Lieve-Vrouw van Verlichtingkerk

## Geschiedenis
In Glain was een priorij gevestigd die afhing van de benedictijnse Sint-Laurentiusabdij in Luik. De kloosterkerk uit het eind van de 12e eeuw bezat een absis met dwerggalerij en een van de vroegste kruisgewelven van de streek. Dit fraaie exemplaar van laat-Maaslandse architectuur was vervallen en werd in 1906 afgebroken. Alleen enkele sculpturen werden in Luikse musea bewaard.
In 1636 werd in Glain een dominicanenklooster gesticht, dat in 1798 werd opgeheven. 
Op het eind van het ancien régime werd Glain met Ans verenigd in de gemeente Ans-et-Glain. In 1874 werd de gemeente opgesplitst en werden Ans en Glain zelfstandige gemeenten.
In Glain en omgeving waren de steenkoolmijnen van de Société anonyme des Charbonnages de Gosson-Kessales actief.
Bij de gemeentelijke fusies van 1977 werd Glain een deelgemeente van Luik.
De Zusters van Onze-Lieve-Vrouw ter Engelen (Soeurs de Notre-Dame des Anges), een congregatie van franciscanessen, stichtten in 1928 een psychiatrische inrichting, het CNDA (Centre Hospitalier Spécialisé Notre-Dame des Anges).

## Kerken
- De Onze-Lieve-Vrouw van Verlichtingkerk (Église Notre-Dame des Lumières), een modern bouwwerk van 1976. De voorganger van deze kerk was van 1617 en werd door de Dominicanen gebouwd.
- Baptistenkerk (Église protestante baptiste) aan Rue F. Vandersnoeck 34, van 1938. De Baptistengemeenschap in het Luikse bestond vanaf 1928. Vooral Poolse mijnwerkers maakten deel uit van de gemeenschap te Glain.

## Demografische ontwikkeling
- Bronnen:NIS, Opm:1831 tot en met 1970=volkstellingen; 1976 = inwoneraantal op 31 december

## Natuur en landschap
Glain behoort tot de Luikse agglomeratie en is gelegen op de helling van het Maasdal naar het Haspengouws Plateau. Er is infrastructuur (twee autowegen en een spoorlijn) die Luik met Brussel verbinden. Ook is het landschap beïnvloed door de voormalige steenkoolmijnbouw.

## Nabijgelegen kernen
Luik-Centrum, Naimette-Xhovémont, Saint-Nicolas, Saint-Gilles, Ans

## Voetnoten
1. ↑  Jean-Claude Ghislain, "Saint-Nicolas-en-Glain. La priorale disparue et ses sculptures conservées" in: Annales de la Société royale d'archéologie de Bruxelles, vol. 52, 1967-1973, p. 49-87
2. ↑  Jean-Claude Ghislain, "De l'étude indissociable de l'architecture et de sa sculpture: l'exemple de l'ancienne priorale romane de Saint-Nicolas en Glain" in: Trésor de Liège. Bulletin Trimestriel, 2015, p. 16-21

Deelgemeenten: Angleur · Bressoux · Chênée · Glain · Grivegnée · Jupille-sur-Meuse · Luik · Rocourt · Wandre

Wijken: Amercœur · Burenville · Bois-de-Breux · Centre · Cointe · Droixhe · Guillemins · Kinkempois · Laveu · Longdoz · Nord · Outremeuse  · Saint-Laurent · Sainte-Marguerite · Sainte-Walburge · Sart-Tilman · Sclessin · Thier-à-Liège · Vennes

Subwijken: Avroy · Coronmeuse · Cornillon · Fétinne · Naimette-Xhovémont · Pierreuse · Saint-Gilles · Saint-Léonard

Buurten: Le Carré · Féronstrée et Hors-Château · Quartier latin

Belgische gemeenten · arrondissement Luik · provincie Luik · Wallonië